# Liste der Monuments historiques in Châtenoy (Seine-et-Marne)
Die Liste der Monuments historiques in Châtenoy (Seine-et-Marne) führt die Monuments historiques in der französischen Gemeinde Châtenoy auf.

## Liste der Bauwerke
| Bezeichnung            | Beschreibung | Standort | Kennzeichnung | Schutzstatus | Datum | Bild           |
| ---------------------- | ------------ | -------- | ------------- | ------------ | ----- | -------------- |
| Schloss                |              | (Lage)   | PA00086879    | Inscrit      | 1926  | weitere Bilder |
| Kirche St-Loup-de-Sens |              | (Lage)   | PA00086880    | Inscrit      | 1926  | weitere Bilder |
| Herrenhaus             |              | (Lage)   | PA00086881    | Inscrit      | 1926  | weitere Bilder |

## Liste der Objekte

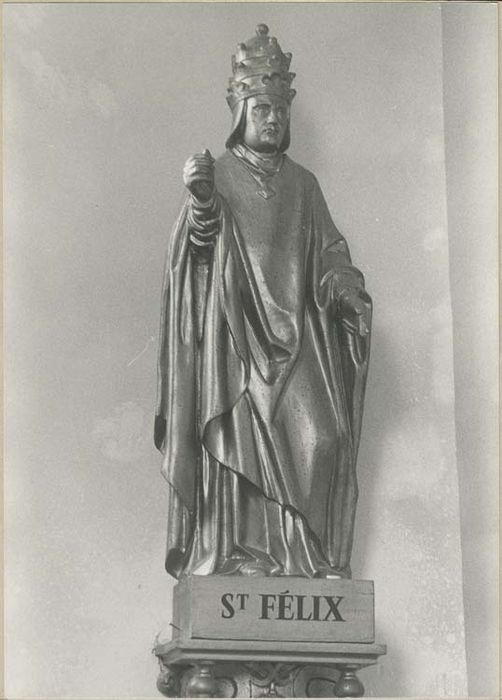
Skulptur des heiligen Felix aus dem 19. Jahrhundert in der Kirche St-Loup-de-Sens

- Monuments historiques (Objekte) in Châtenoy (Seine-et-Marne) in der Base Palissy des französischen Kultusministeriums